# Ma Yexin
Ma Yexin, chiń. 马烨欣 (ur. 10 czerwca 1999) – chińska tenisistka

## Kariera tenisowa
W karierze zwyciężyła w sześciu singlowych i dwunastu deblowych turniejach rangi ITF. 6 maja 2024 roku zajmowała najwyższe miejsce w rankingu singlowym WTA Tour – 177. pozycję, natomiast 3 kwietnia 2023 osiągnęła najwyższą pozycję w rankingu deblowym – 187. miejsce.

## Wygrane turnieje rangi ITF
| turnieje z pulą nagród 100 000 $ (W100) |
| turnieje z pulą nagród 80 000 $ (W80)   |
| turnieje z pulą nagród 60 000 $ (W75)   |
| turnieje z pulą nagród 40 000 $ (W50)   |
| turnieje z pulą nagród 25 000 $ (W35)   |
| turnieje z pulą nagród 15 000 $ (W15)   |

### Gra pojedyncza
|    | Data       | Turniej    | ($)    | Naw.     | Finalistka       | Wynik               |
| 1. | 15/10/2017 | Kolombo    | 15 000 | ziemna   | Prerna Bhambri   | 6:1, 6:2            |
| 2. | 15/09/2021 | Monastyr   | 15 000 | ziemna   | Alona Falej      | 6:4, 6:4            |
| 3. | 07/11/2021 | Monastyr   | 15 000 | ziemna   | Julia Middendorf | 6:4, 6:2            |
| 4. | 01/05/2022 | Chiang Rai | 15 000 | twarda   | Haruna Arakawa   | 6:4, 6:1            |
| 5. | 01/10/2023 | Nanao      | 40 000 | dywanowa | Yang Ya-yi       | 7:6(6), 6:7(0), 6:0 |
| 6. | 13/04/2025 | Osaka      | 35 000 | twarda   | Liang En-shuo    | 6:4, 4:6, 6:4       |